# Adamo Nagalo
Adamo Nagalo (Adjamé, 22 settembre 2002) è un calciatore ivoriano naturalizzato burkinabé, difensore del PSV e della nazionale burkinabé.

## Carriera

### Club
Muove i primi passi in patria nella Right to Dream Academy. Nel gennaio del 2020 si trasferisce in Europa, firmando con i danesi del Nordsjælland. Il 12 marzo 2021 debutta nell'incontro di Superligaen vinto per 0-3 contro il Lyngby, subentrando al minuto 87' a Daniel Svensson.
All'inizio della stagione 2021-2022 è stato promosso stabilmente in prima squadra.

### Nazionale
Nel 2022 ha esordito in nazionale; nel 2023 ha partecipato alla Coppa d'Africa.

## Statistiche

### Presenze e reti nei club
Statistiche aggiornate al 29 gennaio 2025.
| Stagione             | Squadra              | Campionato           | Campionato | Campionato | Coppe nazionali | Coppe nazionali | Coppe nazionali | Coppe continentali | Coppe continentali | Coppe continentali | Altre coppe | Altre coppe | Altre coppe | Totale | Totale |
| Stagione             | Squadra              | Comp                 | Pres       | Reti       | Comp            | Pres            | Reti            | Comp               | Pres               | Reti               | Comp        | Pres        | Reti        | Pres   | Reti   |
| -------------------- | -------------------- | -------------------- | ---------- | ---------- | --------------- | --------------- | --------------- | ------------------ | ------------------ | ------------------ | ----------- | ----------- | ----------- | ------ | ------ |
| gen.-giu. 2021       | Nordsjælland         | SL                   | 1+5        | 0          | CD              | -               | -               | -                  | -                  | -                  | -           | -           | -           | 6      | 0      |
| 2021-2022            | Nordsjælland         | SL                   | 19+8       | 1          | CD              | 2               | 0               | -                  | -                  | -                  | -           | -           | -           | 29     | 1      |
| 2022-2023            | Nordsjælland         | SL                   | 18+10      | 1          | CD              | 5               | 1               | -                  | -                  | -                  | -           | -           | -           | 33     | 2      |
| 2023-2024            | Nordsjælland         | SL                   | 21+10      | 1          | CD              | 5               | 0               | UECL               | 9                  | 0                  | -           | -           | -           | 45     | 1      |
| lug.-ago. 2024       | Nordsjælland         | SL                   | 1          | 0          | CD              | -               | -               | -                  | -                  | -                  | -           | -           | -           | 1      | 0      |
| Totale Nordsjaelland | Totale Nordsjaelland | Totale Nordsjaelland | 60+33      | 3          |                 | 12              | 1               |                    | 9                  | 0                  |             | -           | -           | 114    | 4      |
| 2024-2025            | Jong PSV             | ED                   | 2          | 0          | -               | -               | -               | -                  | -                  | -                  | -           | -           | -           | 2      | 0      |
| 2024-2025            | PSV                  | E                    | 2          | 0          | CO              | 0               | 0               | UCL                | 2                  | 0                  | SO          | -           | -           | 4      | 0      |
| Totale carriera      | Totale carriera      | Totale carriera      | 97         | 3          |                 | 12              | 1               |                    | 11                 | 0                  |             | -           | -           | 120    | 4      |

### Cronologia presenze e reti in nazionale
| Cronologia completa delle presenze e delle reti in nazionale ― Burkina Faso | Cronologia completa delle presenze e delle reti in nazionale ― Burkina Faso | Cronologia completa delle presenze e delle reti in nazionale ― Burkina Faso | Cronologia completa delle presenze e delle reti in nazionale ― Burkina Faso | Cronologia completa delle presenze e delle reti in nazionale ― Burkina Faso | Cronologia completa delle presenze e delle reti in nazionale ― Burkina Faso | Cronologia completa delle presenze e delle reti in nazionale ― Burkina Faso | Cronologia completa delle presenze e delle reti in nazionale ― Burkina Faso |
| Data                                                                        | Città                                                                       | In casa                                                                     | Risultato                                                                   | Ospiti                                                                      | Competizione                                                                | Reti                                                                        | Note                                                                        |
| --------------------------------------------------------------------------- | --------------------------------------------------------------------------- | --------------------------------------------------------------------------- | --------------------------------------------------------------------------- | --------------------------------------------------------------------------- | --------------------------------------------------------------------------- | --------------------------------------------------------------------------- | --------------------------------------------------------------------------- |
| 19-11-2022                                                                  | Marrakech                                                                   | Burkina Faso                                                                | 2 – 1                                                                       | Costa d'Avorio                                                              | Amichevole                                                                  | -                                                                           |                                                                             |
| 28-3-2023                                                                   | Lomé                                                                        | Togo                                                                        | 1 – 1                                                                       | Burkina Faso                                                                | Qual. Coppa d'Africa 2023                                                   | -                                                                           |                                                                             |
| 8-9-2023                                                                    | Marrakech                                                                   | Burkina Faso                                                                | 0 – 0                                                                       | eSwatini                                                                    | Qual. Coppa d'Africa 2023                                                   | -                                                                           |                                                                             |
| 12-9-2023                                                                   | Lens                                                                        | Marocco                                                                     | 1 – 0                                                                       | Burkina Faso                                                                | Amichevole                                                                  | -                                                                           | 93’                                                                         |
| 13-10-2023                                                                  | Malabo                                                                      | Guinea Equatoriale                                                          | 0 – 0                                                                       | Burkina Faso                                                                | Amichevole                                                                  | -                                                                           |                                                                             |
| 17-10-2023                                                                  | Casablanca                                                                  | Mauritania                                                                  | 1 – 2                                                                       | Guinea-Bissau                                                               | Amichevole                                                                  | -                                                                           |                                                                             |
| 17-11-2023                                                                  | Marrakech                                                                   | Burkina Faso                                                                | 1 – 1                                                                       | Guinea-Bissau                                                               | Qual. Mondiali 2026                                                         | -                                                                           |                                                                             |
| 21-11-2023                                                                  | El Jadida                                                                   | Etiopia                                                                     | 0 – 3                                                                       | Burkina Faso                                                                | Qual. Mondiali 2026                                                         | -                                                                           | 76’                                                                         |
| 5-1-2024                                                                    | Kish                                                                        | Iran                                                                        | 2 – 1                                                                       | Burkina Faso                                                                | Amichevole                                                                  | -                                                                           |                                                                             |
| 10-1-2024                                                                   | Abu Dhabi                                                                   | RD del Congo                                                                | 1 – 2                                                                       | Burkina Faso                                                                | Amichevole                                                                  | -                                                                           |                                                                             |
| 20-1-2024                                                                   | Bouaké                                                                      | Algeria                                                                     | 2 – 2                                                                       | Burkina Faso                                                                | Coppa d'Africa 2023 - 1º turno                                              | -                                                                           | 17’ 84’                                                                     |
| 30-1-2024                                                                   | Korhogo                                                                     | Mali                                                                        | 2 – 1                                                                       | Burkina Faso                                                                | Coppa d'Africa 2023 - Ottavi di finale                                      | -                                                                           | 46’                                                                         |
| 22-3-2024                                                                   | Casablanca                                                                  | Burkina Faso                                                                | 1 – 2                                                                       | Libia                                                                       | Amichevole                                                                  | -                                                                           |                                                                             |
| 26-3-2024                                                                   | Berrechid                                                                   | Niger                                                                       | 1 – 1                                                                       | Burkina Faso                                                                | Amichevole                                                                  | -                                                                           |                                                                             |
| 10-6-2024                                                                   | Bamako                                                                      | Burkina Faso                                                                | 2 – 2                                                                       | Sierra Leone                                                                | Qual. Mondiali 2026                                                         | -                                                                           |                                                                             |
| 21-3-2025                                                                   | El Jadida                                                                   | Burkina Faso                                                                | 4 – 1                                                                       | Gibuti                                                                      | Qual. Mondiali 2026                                                         | -                                                                           |                                                                             |
| 24-3-2025                                                                   | Bissau                                                                      | Guinea-Bissau                                                               | 1 – 2                                                                       | Burkina Faso                                                                | Qual. Mondiali 2026                                                         | -                                                                           |                                                                             |
| 2-6-2025                                                                    | Radès                                                                       | Tunisia                                                                     | 2 – 0                                                                       | Burkina Faso                                                                | Amichevole                                                                  | -                                                                           |                                                                             |
| Totale                                                                      |                                                                             | Presenze                                                                    | 18                                                                          |                                                                             | Reti                                                                        | 0                                                                           |                                                                             |

## Palmarès
- Campionato olandese: 1

PSV: 2024-2025
- Supercoppa dei Paesi Bassi: 1

PSV: 2025